# Anastasija Šišmakova
Anastasija Olegovna Šišmakova (in russo Анастасия Олеговна Шишмакова?; Seversk, 22 febbraio 2000) è una ginnasta russa.

## Biografia
Divenuta riserva della squadra russa di ginnastica ritmica nel 2017, l'anno seguente è diventata ufficialmente una componente della Nazionale laureandosi due volte campionessa europea ai campionati di Guadalajara 2018. Fa parte poi della squadra campione mondiale nel concorso generale ai campionati di Sofia 2018, oltre a vincere anche una medaglia d'argento nell'esercizio misto con palle e funi.
Disputa i II Giochi europei, svolti a Minsk nel 2019, ottenendo l'oro nella specialità delle 5 palle e il bronzo nell'all-around.

## Palmarès
- Campionati mondiali di ginnastica ritmica

Sofia 2018: oro nell'all-around, argento nelle 3 palle / 2 funi.
Baku 2019: oro nell'all-around e nei 3 cerchi / 4 clavette, bronzo nelle 5 palle.
- Campionati europei di ginnastica ritmica

Guadalajara 2018: oro nel concorso a squadre e nell'all-around, bronzo nei 5 cerchi.
- Giochi europei

Minsk 2019: oro nelle 5 palle, bronzo nell'all-around.